# Campionati europei di ciclismo su pista 2025 - Inseguimento individuale femminile
La gara dell'inseguimento individuale femminile ai Campionati europei di ciclismo su pista 2025 si svolse il 15 febbraio 2025 presso il Omnisport Heusden-Zolder di Heusden-Zolder, in Belgio.

## Risultati

### Qualificazioni
I primi due avanzano alla finale dell'oro, il terzo e il quarto avanzano alla finale per il bronzo.
| Pos | Atleta               | Nazione                     | Tempo    | Diff.   | Note   |
| --- | -------------------- | --------------------------- | -------- | ------- | ------ |
| 1   | Anna Morris          | Regno Unito                 | 4:28.306 |         | QG, WR |
| 2   | Vittoria Guazzini    | Italia                      | 4:31.545 | +3.239  | QG     |
| 3   | Mieke Kröger         | Germania                    | 4:33.494 | +5.188  | QB     |
| 4   | Lisa Klein           | Germania                    | 4:36.892 | +8.586  | QB     |
| 5   | Lisa van Belle       | Paesi Bassi                 | 4:39.711 | +11.405 |        |
| 6   | Sophie Lewis         | Regno Unito                 | 4:40.381 | +12.075 |        |
| 7   | Jasmin Liechti       | Svizzera                    | 4:41.843 | +13.537 |        |
| 8   | Martyna Szczęsna     | Polonia                     | 4:43.841 | +15.535 |        |
| 9   | Luca Vierstraete     | Belgio                      | 4:44.414 | +16.108 |        |
| 10  | Isabella Escalera    | Spagna                      | 4:46.382 | +18.076 |        |
| 11  | Fabienne Buri        | Svizzera                    | 4:50.327 | +22.021 |        |
| 12  | Martina Alzini       | Italia                      | 4:51.114 | +22.808 |        |
| 13  | Aoife O'Brien        | Irlanda                     | 4:53.596 | +25.290 |        |
| 14  | Elina Cabot          | Francia                     | 4:53.636 | +25.330 |        |
| 15  | Leila Gschwentner    | Austria                     | 4:55.379 | +27.073 |        |
| 16  | Karalina Biryuk      | Atleti Individuali Neutrali | 4:56.397 | +28.091 |        |
| 17  | Viktoriia Yaroshenko | Ucraina                     | 5:02.619 | +34.313 |        |
| 18  | Margrethe Hansen     | Danimarca                   | 5:05.117 | +36.811 |        |
| 19  | Mélanie Dupin        | Francia                     | 5:10.900 | +42.594 |        |
| -   | Febe Jooris          | Belgio                      | DNS      | DNS     | DNS    |

### Finale
| Pos                  | Atleta            | Nazione     | Tempo    | Diff   | Note |
| -------------------- | ----------------- | ----------- | -------- | ------ | ---- |
| Finale per l'oro     |                   |             |          |        |      |
| 1                    | Anna Morris       | Regno Unito | 4:25.874 |        | WR   |
| 2                    | Vittoria Guazzini | Italia      | 4:34.098 | +8.224 |      |
| Finale per il bronzo |                   |             |          |        |      |
| 3                    | Mieke Kröger      | Germania    | 4:33.451 |        |      |
| 4                    | Lisa Klein        | Germania    | 4:39.970 | +6.519 |      |